# Jun Ji-hyun
Jun Ji-hyun (* 30. Oktober 1981 als Wang Ji-hyun in Seoul, Südkorea), international auch unter dem Namen Gianna Jun auftretend, ist eine südkoreanische Schauspielerin und Model und einer der populärsten Stars in Südkorea.

## Leben
Jun studierte Theater und Film an der Dongguk University. Ab 1997 fing sie an zu modeln, spielte in einigen Sitcoms mit, ihr Filmdebüt war White Valentine (1999). Daran schloss sich Il Mare (2000) an, der mit Landschaftsaufnahmen von Ganghwado erfolgreich war.
Ihr großer Durchbruch war aber erst die romantische Komödie My Sassy Girl (2001) von Kwak Jae-yong. Für ihre Rolle wurde sie zweimal mit dem Daejong Filmpreis als beste und populärste südkoreanische Schauspielerin ausgezeichnet. Auch Windstruck 2004 war unter Kwaks Regie.
Am 13. April 2012 heiratete sie ihren Freund Choi Jun-hyuk. Am 10. Februar 2016 brachte sie einen Sohn zur Welt.

## Filmografie
- 1999: White Valentine
- 2000: Das Haus am Meer – Il Mare
- 2001: My Sassy Girl
- 2003: The Uninvited
- 2004: Windstruck
- 2006: The Triangle
- 2008: A Man Who Was Superman
- 2009: Blood: The Last Vampire
- 2011: Der Seidenfächer
- 2012: The Thieves
- 2012: The Berlin File
- 2015: Assassination
- 2025: Tempest

## Fernsehserien
- 1998: Steal My Heart (내 마음을 뺏어봐, SBS)
- 1999: Happy Together (해피투게더, SBS)
- 2013–2014: My Love from the Star (별에서온 그대, SBS)
- 2016: The Legend of the Blue Sea (푸른 바다의 전설, SBS)